# Crna Bara (gmina Vlasotince)
Crna Bara (cyr. Црна Бара) – wieś w Serbii, w okręgu jablanickim, w gminie Vlasotince. W 2011 roku liczyła 125 mieszkańców.